# Rudi Wilfer
Rudi Wilfer (* 14. September 1936 in Salzburg; † 18. November 2022 in Schwarzach im Pongau) war ein österreichischer Pianist und Komponist.

## Leben
Rudi Wilfer studierte an der Akademie für Musik und darstellende Kunst Wien zunächst Trompete und Klavier, auf das er sich schließlich konzentrierte. Es folgten Studien der Komposition und Satzlehre am Konservatorium der Stadt Wien.
Wilfer spielte in den Ensembles von Uzzi Förster, Fatty George, Erich Kleinschuster (ORF / 1968–70), Clifford Jordan und Friedrich Gulda, mit dem ihn eine lebenslange Freundschaft verband.
Rudi Wilfer begann seine Musikerkarriere im Wien der 1950er Jahre in der Band des Klarinettisten Fatty George als Nachfolger des Pianisten Joe Zawinul, als dieser nach New York ging, um seine Karriere in den USA aufzubauen. Dessen Jazzclub „Fatty’s Saloon“ besuchten damals auch Stars der internationalen Jazzszene.
In den sechziger Jahren folgte die Gründung des „Rudi Wilfer Trios“ gemeinsam mit – in wechselnder Besetzung – den Schlagzeugern Michael Honzak und Rudi Staeger sowie den Bassisten Aladár Pege und Josef Nemeth. In dieser Zeit entstanden zahlreiche Plattenproduktionen, darunter viele Eigenkompositionen, mit dem österreichischen Rundfunk, welche auch häufig im noch jungen Programm von Ö3 gespielt wurden.
Zu den Höhepunkten seiner Karriere zählte einerseits Rudi Wilfers Mitgliedschaft in dem Leo Wright und Carmell Jones Quintett in Berlin im Jahre 1970, als auch seine Tätigkeit als Begleiter internationaler Jazzgrößen wie Slide Hampton (Posaune), Billy Mitchell, Harold Jones (Schlagzeug), Art Farmer (Trompete) und anderen. Auch Oliver Nelson (Arrangeur und Saxophonist) holte Rudi Wilfer in seine „Berlin Dream Band“.
Im Jahr 1973 gewann Rudi Wilfer den ersten Preis beim internationalen Jazzthemenwettbewerb „Concours international de composition de theme de jazz“ von Monaco mit der seinem Freund Joe Zawinul gewidmeten Komposition For Joe. Es folgten weitere Radio- und TV-Produktionen und internationale Tourneen mit arrivierten US-Jazzgrößen wie beispielsweise den Tenorsaxophonisten Bud Freeman und Eddie Lockjaw Davis. Bei seinem ersten Aufenthalt in den USA 1979 traf er auch den von ihm bewunderten Pianisten Bill Evans.
1981 trat Rudi Wilfer mit seiner ersten großen sakralen Komposition an die Öffentlichkeit, der Sankt Michaeler Messe, die unter der Leitung von Erwin Ortner mit dem Arnold Schönberg Chor und dem Rundfunkorchester in der Wiener Don Bosco Kirche uraufgeführt wurde. 1982 folgte die Uraufführung des Orgelkonzertes Tropfsteine in St. Augustin in Wien. Im Jahr 1983 wurde seine Komposition Für den Frieden singen im Salzburger Festspielhaus uraufgeführt. Ein Jahr später, 1984, begann er mit der Komposition der Oper Christian. Die Uraufführung eines weiteren großen Werkes, der Lungauer Blues Messe, leitete Rudi Wilfer beim 3. Salzburger Jazzherbst 1998 in der Kollegienkirche selbst. Anlässlich des Todes von Freund Joe Zawinul komponierte Wilfer diesem zu Ehren das Requiem für Joe Zawinul das 2009 uraufgeführt wurde.
1982 wurde Rudi Wilfer Professor für Jazzpiano und Improvisation am Konservatorium der Stadt Wien.
Rudi Wilfer konzertierte in Österreich dem amerikanischen Trompeter Lee Harper, den Gitarristen Harri Stojka und Karl Ratzer, dem ungarischen Bassvirtuosen Aladár Pege und dem Saxophonisten Carl Drewo, mit denen er auch zahlreiche Alben einspielte.
2007 spielte Rudi Wilfer seine CD Allein ein. Seit den 2000er Jahren trat er häufig mit seinem Sohn, dem Geiger Felix Wilfer auf, so auch 2010 in den USA. Für diese kammermusikalische Besetzung entstanden in den nächsten Jahren zahlreiche Kompositionen. 2013 wurde die CD wilfer & wilfer live im Odeion eingespielt.

## Ehrungen
Für seine Verdienste um die Kunst wurde er am 17. September 2001 mit dem Goldenen Verdienstzeichen des Landes Salzburg geehrt. 2008 wurde er mit dem Österreichischen Ehrenkreuz für Wissenschaft und Kunst ausgezeichnet.